# وادي كورنجال (أفغانستان)
وادي كورنجال ويلقب أيضاً بـ”وادي الموت“، هو واد يقع في منطقة دارا-آي-بيتش في ولاية كنر شرق أفغانستان.